# Èumares
Èumares (en grec antic: Εὔμαρης, llatí: Eumăres) fou un pintor de l'antiga Grècia que va viure al segle vi aC. Segons Plini el Vell, fou un pintor monocromàtic, i va ser pioner en la distinció entre mascle i femella a les seves pintures. El seu invent fou millorat per Cimó de Cleones.